# Disertacija
Disertacija (lat. dissertatio) je znanstvena pismena rasprava, teza, napisana radi postizavanja znanstvenog stupnja, doktorata znanosti u nekom znanstvenom području ili habilitacije. Disertacija također može biti općenito učena rasprava. Doktorska disertacija obvezatno je samostalnim prilogom znanosti. Disertaciju se brani javno. Ocjenjuje ju komisija fakultetskih nastavnika s doktoratom znanosti ili istaknutih znanstvenih djelatnika. Komisiju bira fakultetsko znanstveno-nastavno vijeće ili vijeće znanstvene ustanove. Nakon uspješne obrane, rektor promiče pristupnika (kandidata) u stupanj doktora znanosti.
Vrsta je znanstvenog djela. Doktorand samostalno izrađuje ovo izvorno znanstveno djelo. Po primijenjenoj metodologiji i po doprinosu znanosti prikladno je za utvrđivanje doktorandove sposobnosti biti samostalnim istraživačem znanstvenog područja za koje se podjeljuje doktorat znanosti. Disertacijom bi trebalo otkriti nove znanstvene činjenice, pojave ili zakonitosti.

## Vanjske poveznice
- Kolo Matice Hrvatske 3, 2007.  Arhivirana inačica izvorne stranice od 6. rujna 2017. (Wayback Machine) Nikša Stančić: Disertacija grofa Janka Draškovića iz 1832. godine: samostalnost i cjelovitost Hrvatske, jezik i identitet, kulturna standardizacija i konzervativna modernizacija